# 盛楽
盛楽（せいらく）は、鮮卑拓跋部の代の首都である。現在の内モンゴル自治区フフホト市ホリンゴル県盛楽鎮土城子に位置する。

## 概要
盛楽の歴史は、代の定めたことに始まる、この都城は、更に南の都城と称した。
現在、「古城」と称されている旧城の遺構は、場所に存在する。